# Nurghali Äschim
Nurghali Säduaqasuly Äschim (kasachisch Нұрғали Сәдуақасұлы Әшім, russisch Нургали Садуакасович Ашим; * 10. Oktober 1959 in Tschimkent, Kasachische SSR) ist ein kasachischer Politiker.

## Leben
Nurghali Äschim wurde 1959 in Tschimkent geboren. Er absolvierte das Institut für Wirtschaft und Statistik in Moskau, wo er 1981 einen Abschluss in Ingenieurwissenschaften machte. Anschließend arbeitete er zwei Jahre lang am Forschungsinstitut des Staatlichen Planungsausschuss der Kasachischen SSR, bevor er von 1983 bis 1987 die Graduiertenschule des Moskauer Instituts für Wirtschaft und Statistik besuchte.
Von 1987 an war er Abteilungsleiter des Forschungsinstitutes der Staatlichen Plankommission der Kasachischen SSR und ab 1990 war er Lehrer des Republikanischen Instituts für Personalumschulung bei Ministerrat des Kasachischen SSR und Dozent des Kasachischen Instituts für chemische Technologie. Nach der Unabhängigkeit Kasachstans ging er in die Politik und wurde stellvertretender Leiter der Regionalverwaltung von Südkasachstan und Vorsitzender des territorialen Ausschusses für Staatseigentum von Südkasachstan. Zwischen 1996 und 1997 war er Leiter der regionalen Abteilung der Kasachischen Nationalbank in Südkasachstan und anschließend wenige Monate lang stellvertretender Minister für Wirtschaft und Handel. Bis 1998 war er stellvertretender Vorstandsvorsitzender der Bank TuranAlem und bis Februar 1999 stellvertretender Äkim (Gouverneur) des Gebietes Qostanai. Von Februar 1999 bis Juli 2000 bekleidete er den Posten des Bürgermeisters der Stadt Qostanai. Danach war er für einige Monate lang Vizepräsident für Handel und Vermarktung des Unternehmens KazTransGas, dessen Präsident er von Januar 2001 bis September 2002 war. Am 2. September 2002 wurde er zum stellvertretenden Minister für Energie und Bodenschätze ernannt und außerdem Vorstandsvorsitzender von Kazatomprom. Nach rund einem Jahr auf diesem Posten wurde er am 18. November 2003 zum Äkim von Westkasachstan ernannt. Vom 28. August 2007 an war er Äkim seines Heimatgebietes Südkasachstan. Am 4. März 2009 wurde er im Kabinett von Premierminister Kärim Mässimow zum Minister für Umweltschutz ernannt. Den Posten des Ministers bekleidete er bis Januar 2012. Nach der Parlamentswahl 2012 wurde er Abgeordneter für die Partei Nur Otan in der Mäschilis, wo er Mitglied des Ausschusses für Ökologie und Natur war.